# 루이스 L. 밀렛

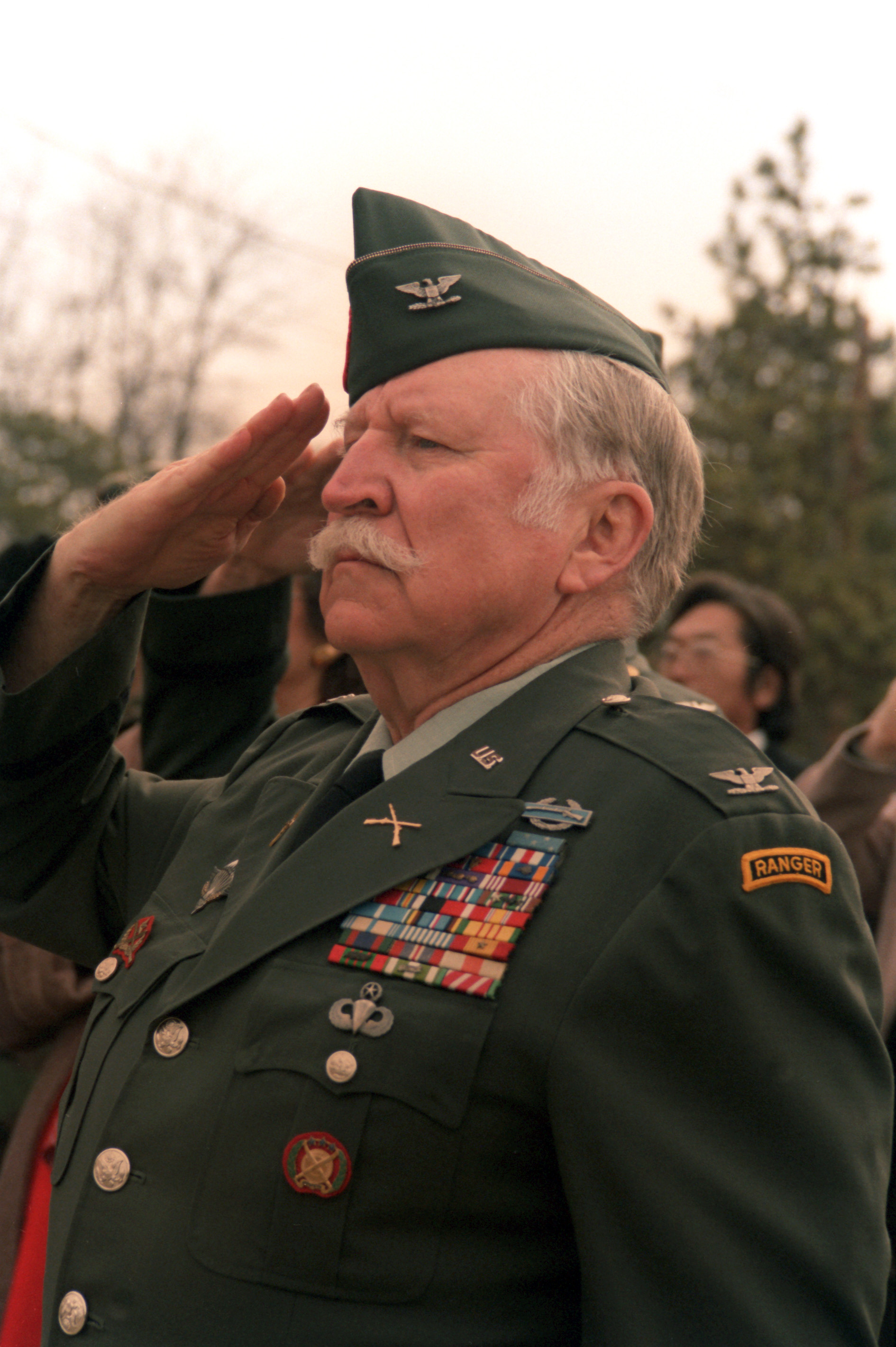

루이스 L. 밀렛(영어: Lewis Lee Millet 1920년 12월 15일 ~ 2009년 11월 14일)는 미국의 군인이다.

## 한국 전쟁
그는 한국 전쟁에 참전하여 1951년 송탄 혹은 안양근처의 180고지에서 총검 돌격을 감행하여 고지를 지켜내어 명예훈장을 받았다.

## 같이 보기
- 한국 전쟁 명예훈장 수훈자 목록